# Walnut Hill (Philadelphie)
Pour les articles homonymes, voir Walnut Hill.
Walnut Hill est un secteur urbain situé dans l'ouest de la ville de Philadelphie en Pennsylvanie. Il fait partie du quartier appelé West Philadelphia et se situe entre les 45e et 52e Rues, et entre Market et Locust Streets. Walnut Hill fait également partie du quartier d'University City. 
Walnut Hill est un quartier cosmopolite avec d'importantes communautés afro-américaine, moyenorientale et italienne. La présence des musulmans noirs (Black Muslims) se développe autour des mosquées (Masjid Jam'ia, Masjid Al Birr Wat Taqwa) et des organisations islamiques.
La plupart des immeubles ont été bâtis entre 1900 et les années 1940 ; le quartier a connu un fort développement lorsque la ligne de métro Market-Frankford a été construite par la SEPTA. La 52e Rue est considérée comme l'épine dorsale du quartier.